# Bob Kurland
Robert Albert « Bob » Kurland, né le 23 décembre 1924 à Saint-Louis au Missouri et mort le 29 septembre 2013 à Sanibel en Floride, est un ancien joueur américain de basket-ball. Il joue au poste de pivot.

## Biographie
Double champion NCAA et double champion olympique, il est considéré avec George Mikan comme un des pionniers du basket-ball moderne et apparait comme l'un des premiers pivots dominants de son sport. Il ne sera cependant jamais professionnel et fait par la suite carrière dans le monde du pétrole.

## Palmarès
- Champion olympique 1948
- Champion olympique 1952
- Champion NCAA 1945, 1946
- MOP 1945, 1946
- Champion AAU 1947, 1948, 1950